# Upper Tean
Upper Tean – wieś w Anglii, w Staffordshire. Leży 14,7 km od miasta Stoke-on-Trent, 18,6 km od miasta Stafford i 206,1 km od Londynu. W 2001 miejscowość liczyła 2936 mieszkańców.